# Magura (Schlesische Beskiden)

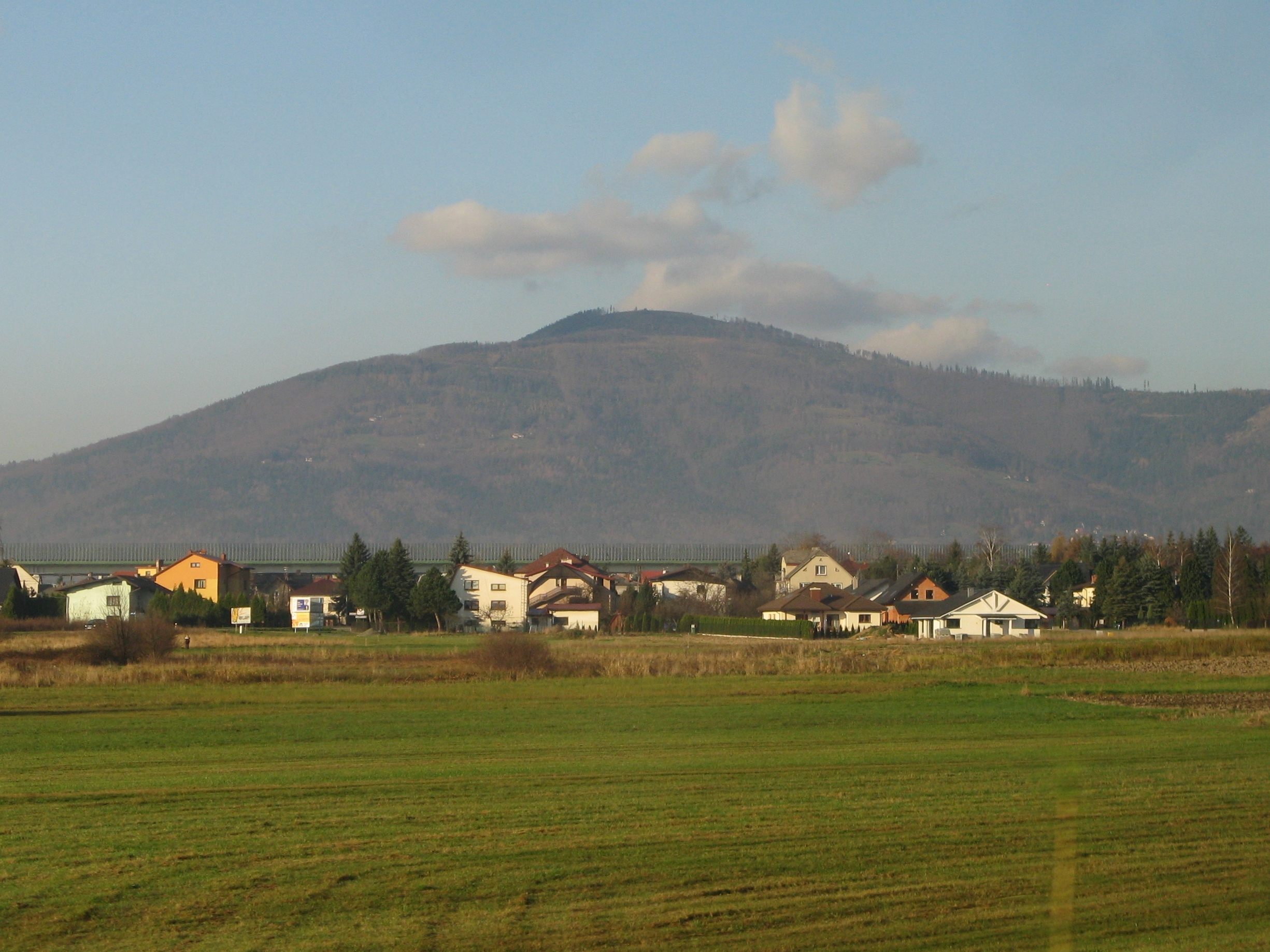
Blick vom Tal

Die Magura ist ein Berg in Polen. Er liegt auf der Grenze der Gemeindegebiete von Wilkowice und Szczyrk. Mit einer Höhe von 1109 m ist er einer der höheren Berge im Klimczok-Kamm der Schlesischen Beskiden. Der Berg ist ein beliebtes Touristenziel mit vielen Ausblicken auf die benachbarten Gebirge und das Tiefland. 

## Tourismus
- Auf den Gipfel führen mehrere markierte Wanderwege von Brenna.
- Knapp unterhalb des Gipfels befindet sich die PTTK-Berghütte Klimczok